# Rasmus Seebach

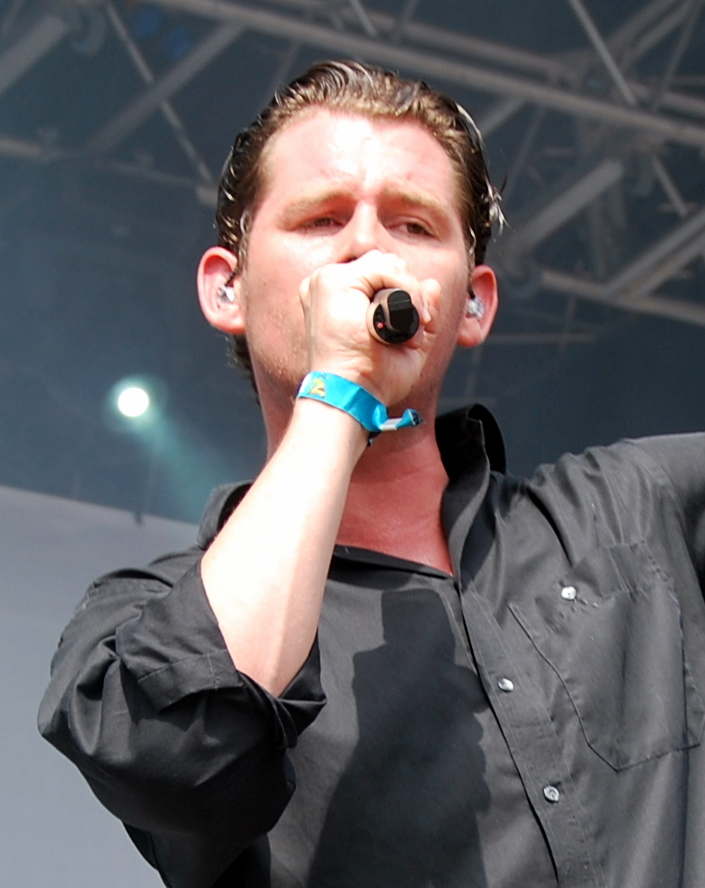
Rasmus Seebach em julho de 2010. (Foto: Lars Schmidt).

Rasmus Seebach (Frederiksberg, 28 de março de 1980) é um cantor, cantautor e produtor musical dinamarquês que fez a sua estreia com o single em dinamarquês "Engel" (em português:  "Anjo") em abril de 2009.

## Biografia
É filho de Tommy Seebach, cantor pop, conhecido como o Rei do pop dinamarquês e de Karen Seebach.
Seebach escreveu e produziu canções para artistas dinamarqueses e até internacionais desde finais da década de 1990.Juntamente com o seu irmão Nicolai Seebach, ele participa na companhia de produção Top Notch Music. Ambos os irmãos escreveram a música da canção de caridade  "Hvor små vi er" (em português:  "Como pequenos nós somos") para as vítimas do  Sismo e tsunami do Oceano Índico de 2004.
O seu álbum de estreia "Rasmus Seebach" contém 12 faixas e foi lançado em 28 de setembro de 2009, contendo entre outros os singles   the singles "Engel" e "Glad igen" (em português:  "Feliz novamente").
Rasmus Seebach é filho de  Tommy Seebach, sobre o qual escreveu a canção  "Den jeg er" (em português:  "Quem sou eu"). Na canção, Rasmus fala ao seu pai e diz que eles lhes perdoam, apesar do alcoolismo do pai e da morte súbita com apenas 53 anos. O seu irmão  Nicolai Seebach é também um conhecido músico, cantautor e produtor que co-produz muito dos materiais de Rasmus.
Além do seu país natal, tem feito sucesso na Suécia, Noruega e Alemanha.
Em 2012, ele gravou um dueto "Say you, say me" com Lionel Richie que foi lançado na versão britânica novo álbum de Richie "Tuskegee".

## Discografia

### Álbuns
- "Rasmus Seebach" (2009)
- "Mer' end kærlighed" (2011)

Os primeiros dois álbuns alcançaram o n.º 1 do top dinamarquês de vendas, o 1.º álbum conseguiu 11 discos de platina, um enorme sucesso para um país com apenas 5 milhões de habitantes.